# Puig d'Escotó
El Pic d'Escotó és una muntanya de 2.292 metres d'altitud del límit dels termes de les comunes de Censà i Oleta i Èvol, totes dues de la comarca del Conflent, a la Catalunya del Nord. És a la zona nord-oest del terme d'Oleta i Èvol i a la nord-est de la de Censà. És al sud-est del Puig de la Pelada i del Roc Foradat, al nord de la Llavanera.
És una muntanya freqüentada per les rutes excursionistes dels voltants de Noedes i Orbanyà.